# Marguerite Beaufort (1443-1509)
Pour les articles homonymes, voir Marguerite Beaufort, Maison de Beaufort et Beaufort.
 (mars 2023).
Si vous disposez d'ouvrages ou d'articles de référence ou si vous connaissez des sites web de qualité traitant du thème abordé ici, merci de compléter l'article en donnant les références utiles à sa vérifiabilité et en les liant à la section « Notes et références ».
Titres
Comtesse de Richmond
1er novembre 1455 – 3 novembre 1456
(1 an et 2 jours)
Reine de Man et baronne Stanley
2 juin 1472 – 29 juillet 1504
(32 ans, 1 mois et 27 jours)
Comtesse de Derby
27 octobre 1485 – 29 juillet 1504
(18 ans, 9 mois et 2 jours)
Marguerite Beaufort (31 mai 1443 – 29 juin 1509) est la fille de Jean Beaufort et de Marguerite Beauchamp (morte en 1482) et la nièce d'Edmond Beaufort, l'un des derniers commandants anglais de la guerre de Cent Ans. Elle est la mère du futur Henri VII d'Angleterre, son unique enfant, né le 28 janvier 1457, alors que Marguerite n’avait que 13 ans. Déjà veuve dans le contexte de la guerre des Deux-Roses, qui la touchait profondément, ce fut une période traumatisante dans la vie de la jeune femme.

## Biographie

### Premier mariage
Son père Jean Beaufort meurt dès 1444. Marguerite hérite de ses terres et biens, dont la garde sont cependant confiés à William de la Pole, duc de Suffolk, un des conseillers du roi Henri VI. En janvier 1450, alors qu'elle est encore une enfant, elle est mariée à John de la Pole, fils du duc de Suffolk. Celui-ci, accusé de trahison par ses adversaires, est banni pour cinq ans mais son bateau l'emmenant en France est intercepté par une bande de soldats mécontents appartenant au duc d'Exeter qui le condamnent à mort et le décapitent le 2 mai 1450. Le mariage de Marguerite et John est annulé en 1453. Dans son testament fait en 1472, Marguerite ne reconnaît pas cette union et cite Edmond Tudor comme son premier mari.

### Deuxième mariage
Henri VI confie en mars 1453 Marguerite à son demi-frère, Edmond Tudor, comte de Richmond. Elle l'épouse à 12 ans le 1er novembre 1455. Edmond, partisan de la Maison de Lancastre, est emprisonné par les yorkistes en août 1456 dans la prison de Carmarthen, au pays de Galles, où la peste l'emporte le 3 novembre suivant. Son frère Jasper Tudor, comte de Pembroke, prend en charge sa belle-sœur Marguerite Beaufort, alors enceinte à 13 ans d'Henri Tudor (futur Henri VII), lequel naît le 28 janvier 1457 au château de Pembroke. Cette maternité précoce, même selon les standards médiévaux à l'époque, rend l'accouchement si difficile qu'il manque de faire mourir la mère et son enfant à naître et rendra irrémédiablement Marguerite stérile pour ses remariages ultérieurs selon beaucoup d'historiens.

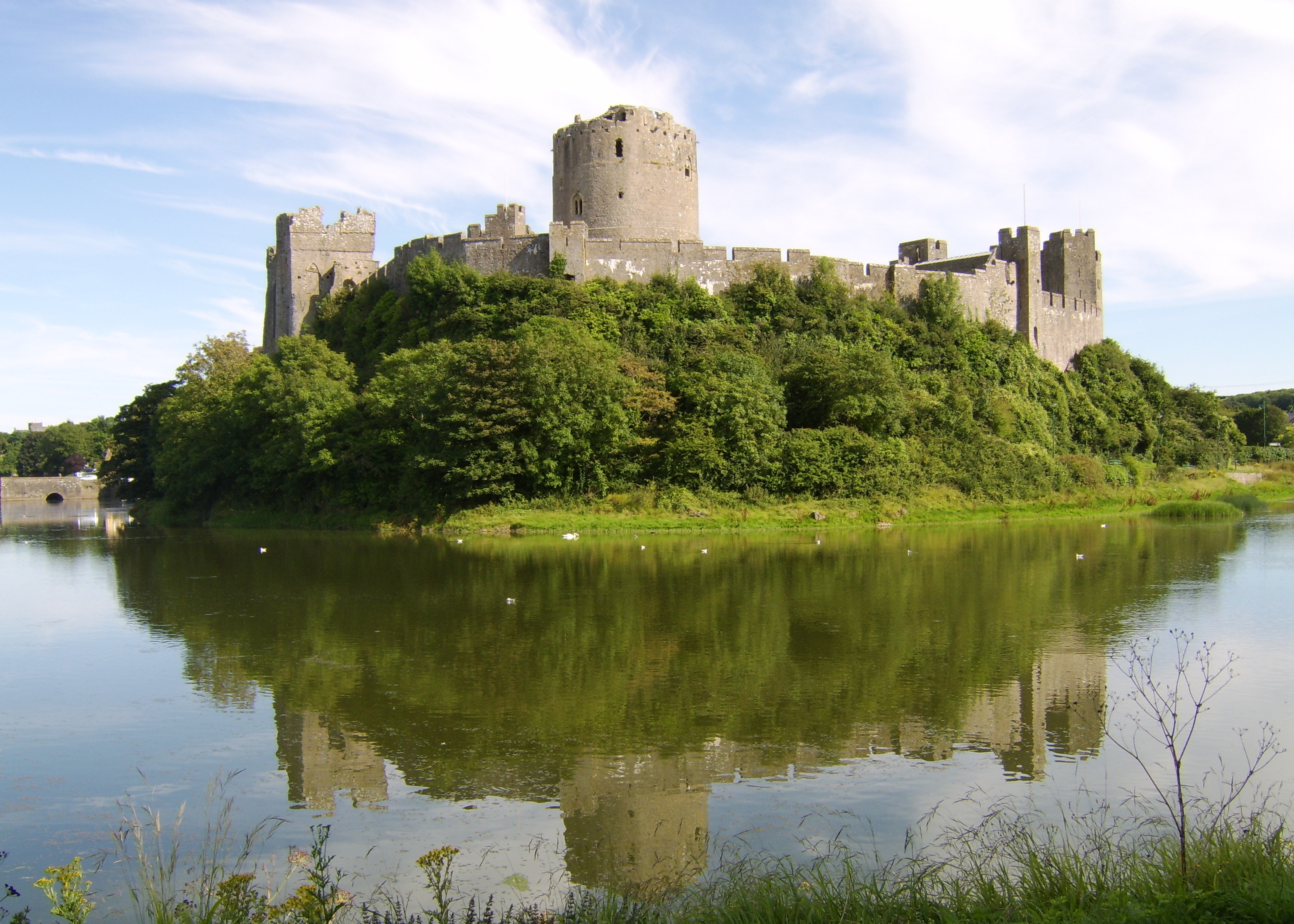
Le château de Pembroke, où naît Henri Tudor.

### Troisième mariage
Le 3 janvier 1458, Marguerite épouse Henry Stafford, deuxième fils du duc de Buckingham. C'est un fervent défenseur de la Maison de Lancastre. Cependant, lorsque Édouard IV, chef de la Maison d'York, devient roi en mars 1461, Stafford est pardonné par le roi. Marguerite vit avec son époux tandis que son fils est confié à William Herbert. Henri vit chez Herbert jusqu'à l'exécution de ce dernier le 27 juillet 1469 dans la confusion de la bataille de Losecoat Field par Richard Neville, comte de Warwick, en rébellion ouverte contre le roi Édouard IV. Warwick renverse Édouard IV le 3 octobre 1470 et restaure Henri VI. Édouard IV débarque en Angleterre le 14 mars 1471 et défait Warwick à la bataille de Barnet le 14 avril. Étonnamment, Stafford se bat aux côtés des yorkistes. Il est grièvement blessé et meurt de ses blessures le 4 octobre 1471. Henri Tudor, alors âgé de 14 ans, s'exile en France pour échapper aux représailles des yorkistes.

### Quatrième mariage et reine de Man
En juin 1472, Marguerite épouse Thomas Stanley qui, durant la Guerre des Deux-Roses, a pris parti parfois pour les Lancastre parfois pour les York. Elle revient à la cour d'Édouard IV et est brièvement dame d'honneur de la reine Élisabeth Woodville. Son mari est emprisonné en juin 1483 par Richard III lorsque ce dernier s'empare du pouvoir mais il est rapidement libéré.
En octobre 1483, Marguerite soutient une rébellion contre Richard menée par le duc de Buckingham avec les partisans yorkistes du défunt Édouard IV. Buckingham échoue et est exécuté. Marguerite est assignée à résidence, en son château, sur ordre de Richard. Son époux est chargé d'assurer sa surveillance.

### La mère du roi
En août 1485, lorsque Henri Tudor débarque sur les côtes d'Angleterre pour livrer bataille à Richard III, Marguerite Beaufort persuade Thomas Stanley de trahir Richard III pour soutenir son fils, Henri Tudor. À l'issue de la bataille de Bosworth, Stanley prend la couronne de Richard III pour la placer sur la tête de Henri Tudor, qui est alors proclamé roi d'Angleterre sous le nom d'Henri VII.
Stanley et Marguerite sont peu après nommés comte et comtesse de Derby. Durant le règne de son fils, Marguerite Beaufort ne s'est pas mêlée de politique et a joué un rôle plutôt discret. Elle est titrée Ma Lady la Mère du Roi. 
Elle fonde deux collèges à Cambridge : le Christ's College en 1505 et le St John's College, achevé après sa mort en 1511. 
Décédée en juin 1509, deux mois après son fils, elle est enterrée près de lui à l'abbaye de Westminster.